# Ņ
Ņ – litera występująca w języku nowopruskim, oznaczająca głoskę /nʲ/ oraz w alfabecie łotewskim, oznaczająca głoskę /ɲ/. Wymawiana jak polskie ń, czeskie ň, hiszpańskie ñ, francuskie i włoskie gn albo jak serbsko-chorwackie nj czy węgierskie ny.